# Teplomilná doubrava

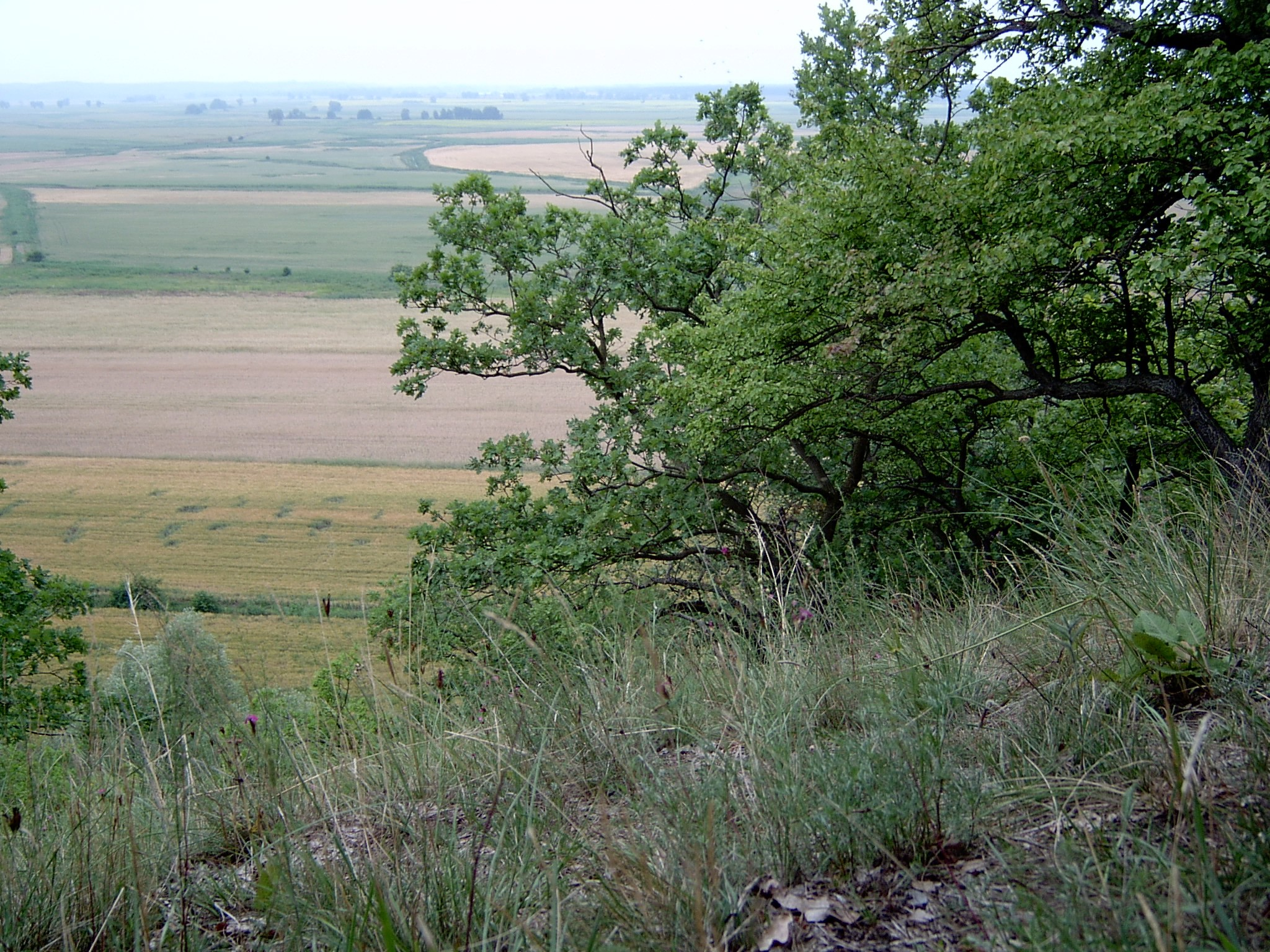
Svah s šípákovou doubravou

Teplomilné doubravy (Quercetea pubescentis) jsou světlé opadavé listnaté lesy s obvykle rozvolněným stromovým patrem a významnou účastí světlomilných a teplomilných druhů, často s kombinací submediteránní a panonské provenience. Hlavní oblastí jejich výskytu jsou Balkánský poloostrov (Panonská pánev, Valašská nížina), Dalmácie, Apeninský poloostrov a lesostepní zóna východní Evropy. Ve střední Evropě je jejich výskyt omezen na teplé a suché oblasti termofytika, což je v České republice jižní Morava, Český kras, České středohoří, Polabí a Podkrušnohoří, ostrůvkovitě je lze nalézt na jižně orientovaných a výslunných strmých svazích i v přiléhajících pahorkatinách mezofytika.

## Popis

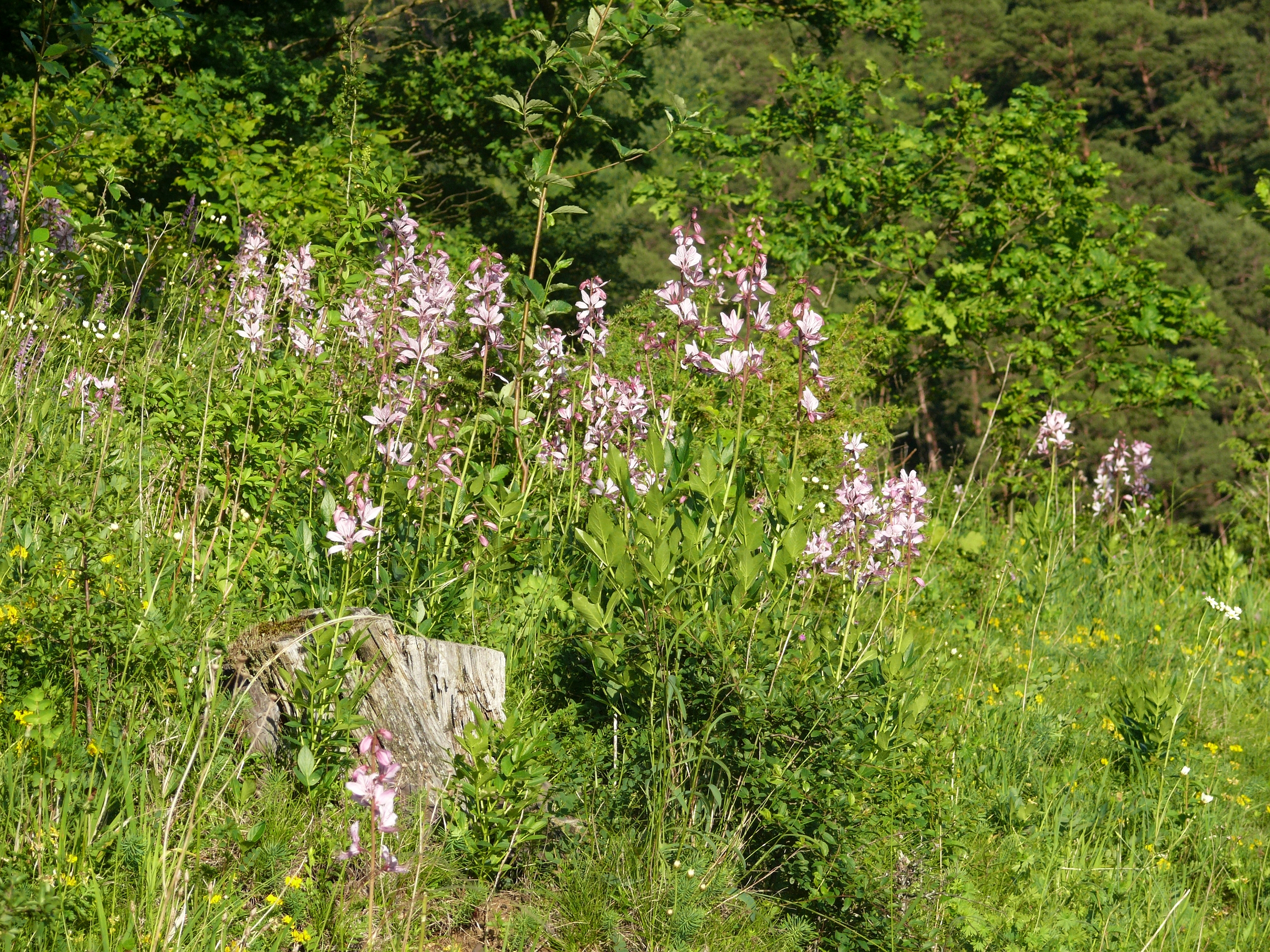
V bylinném patře řídkých teplomilných doubrav se uplatňuje třemdava bílá

Teplomilné doubravy vyrůstají na mělkých i hlubších půdách na různých typech hornin, především však na úživných a bázemi bohatých, jako jsou vápence, čediče vápnité pískovce, slepence nebo spraše. Na příznivých stanovištích vytvářejí zapojené vysokokmenné lesy, na suchých místech a na prudkých výslunných stráních pak duby tvoří pouze zakrslé, pokroucené tvary. Ve východní Evropě se vyskytují ostrůvkovitě coby součást lesostepní mozaiky. Výrazným formujícím faktorem je sucho, díky kterému zde mohou porosty světlomilných dubů odolávat konkurenci stinnějších mezofilních dřevin.

Typickými dominantami stromového patra jsou dub pýřitý, dub zimní, méně často dub letní, který dává přednost spíše vlhčím stanovištím; na jižní Moravě potom vzácně i dub balkánský a dub cer. Jako příměs se vyskytují javor babyka, habr obecný, jasan ztepilý, bříza bělokorá, jeřáb břek nebo jeřáb muk, z keřů dřín jarní, třešeň mahalebka, svída krvavá, řešetlák počistivý, kalina tušalaj nebo ptačí zob obecný. Mimo území ČR v nich rostou také submediteránní či subkontinentální druhy jako habr východní, jasan zimnář, habrovec habrolistý nebo javor tatarský. Hojné jsou různé druhy růží. Keřové patro bývá díky rozvolněnému stromovému porostu většinou dobře vyvinuto.

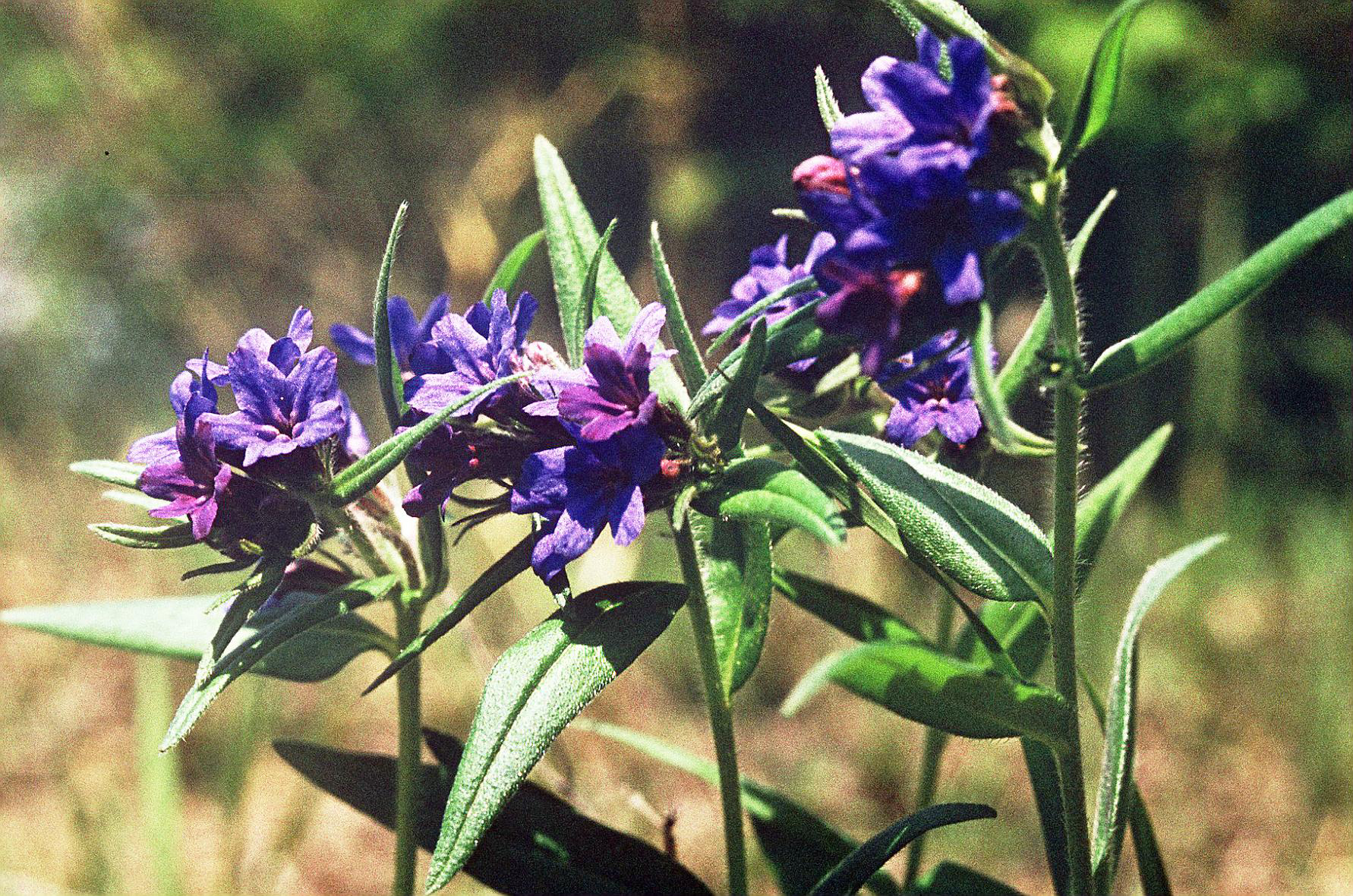
Kamejka modronachová

V druhově zpravidla velmi bohatém bylinném patře vyrůstají teplomilné rostliny dobře adaptované na sucho, jako třemdava bílá, plamének přímý, kakost krvavý, kamejka modronachová, čistec přímý, rozrazil ožankovitý, šalvěj luční, ožanka kalamandra, ostřice nízká, česnek žlutý, violka chlupatá či mochna písečná; v druhově chudších acidofilních porostech pak např. kručinka chlupatá, smolnička obecná či rozličné druhy rozchodníků a jestřábníků. Mechové patro je vyvinuto pouze sporadicky, na skalnatých svazích v rozvolněných porostech.
Tento typ lesa byl v minulosti výrazně ovlivněn člověkem. Vzhledem k omezené reprodukci dubu v hustém a stinném porostu se teplomilné doubravy na mnoha místech udržovaly díky výmladkovému hospodaření, výběrové prosvětlující těžbě a lesní pastvě; při absenci těchto faktorů časem podléhají sukcesi v zapojený mezofilní les. Mnoho porostů teplomilných doubrav však bylo člověkem vykáceno a přeměněno na zemědělskou půdu.

## Syntaxonomie
Třída zahrnuje následující svazy a asociace:

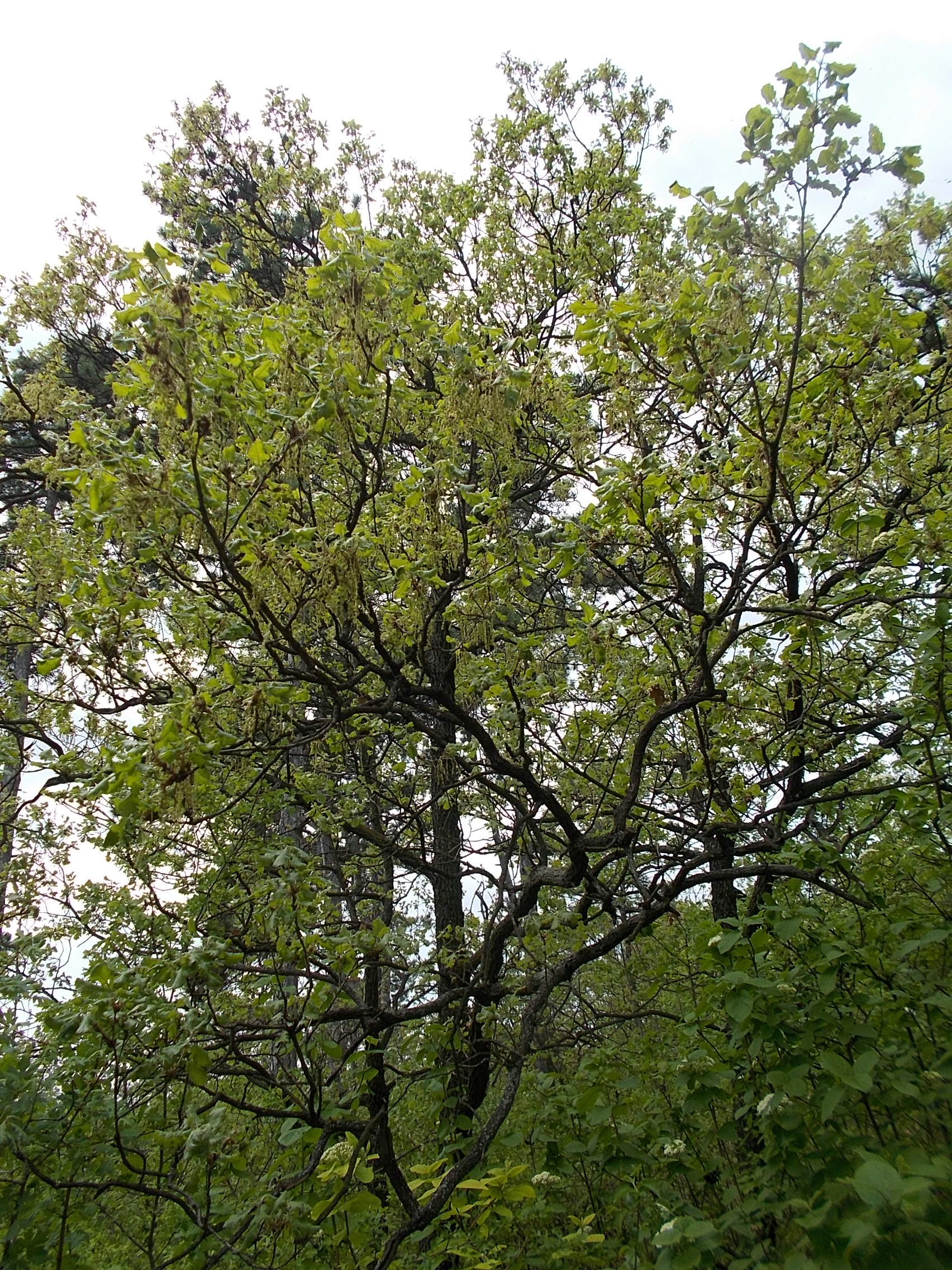
Teplominá doubrava v Maďarsku

### LCAQuercion pubescenti-petraeae– Submediteránní bazifilní teplomilné doubravy
- LCA01 Lathyro collini-Quercetum pubescentis – Bazifilní dubové řídkolesy na mělkých suchých půdách středních a severních Čech
- LCA02 Lithospermo purpurocaerulei-Quercetum pubescentis – Bazifilní dubové řídkolesy na mělkých suchých půdách severní části Panonské oblasti
- LCA03 Euphorbio-Quercetum – Teplomilné bazifilní doubravy na mělkých suchých půdách

### LCBAceri tatarici-Quercion– Subkontinentální lesostepní doubravy
- LCB01 Quercetum pubescenti-roboris – Panonské sprašové doubravy
- LCB02 Carici fritschii-Quercetum roboris – Doubravy západopanonských písčin s ostřicí doubravní

### LCCQuercion petraeae– Acidofilní teplomilné doubravy
- LCC01 Sorbo torminalis-Quercetum – Acidofilní teplomilné doubravy na mělkých půdách
- LCC02 Genisto pilosae-Quercetum petraeae – Acidofilní dubové řídkolesy s kručinkou chlupatou
- LCC03 Melico pictae-Quercetum roboris – Teplomilné doubravy s druhy bezkolencových luk

## Významné lokality v Česku

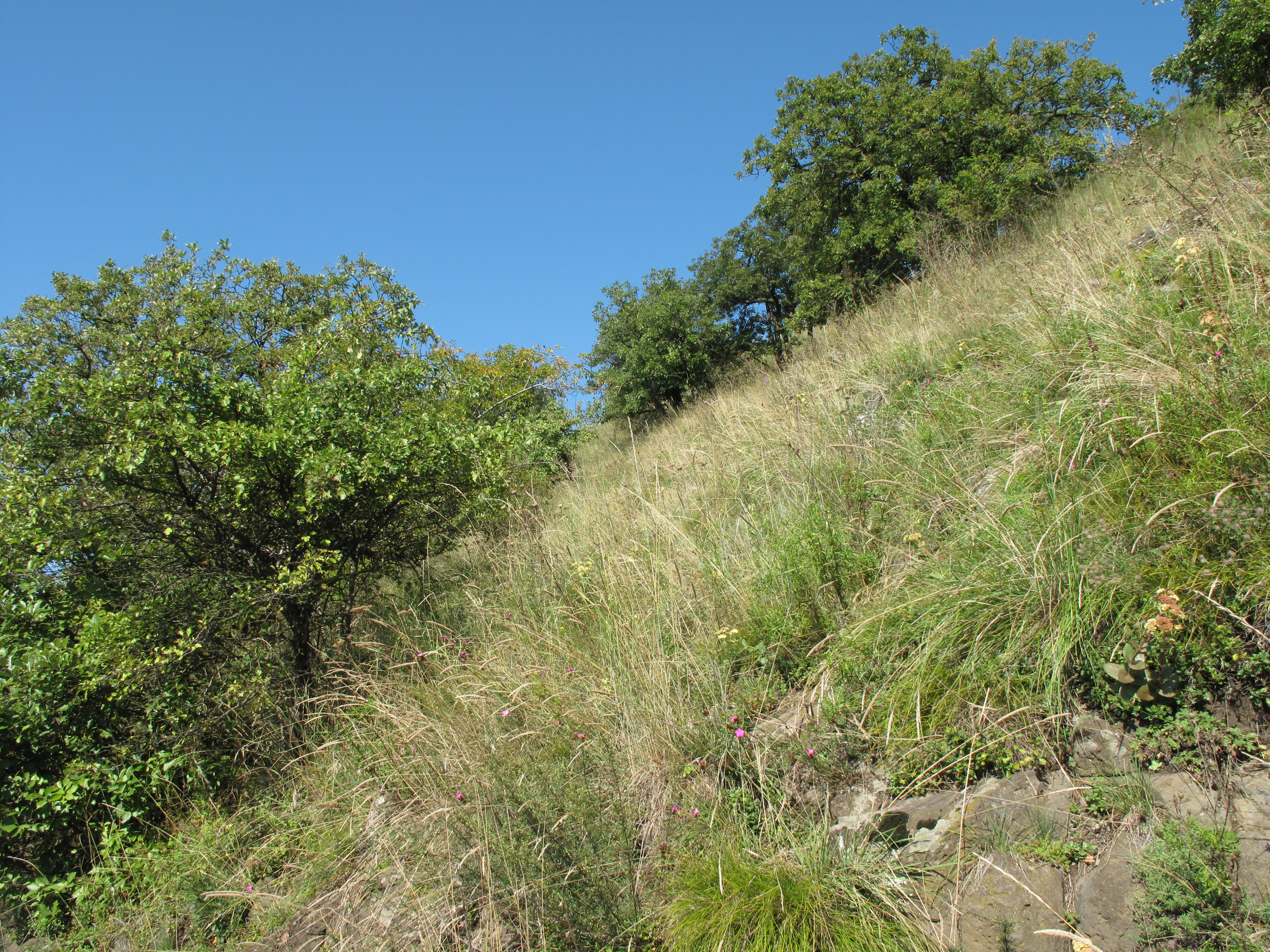
Teplomilná doubrava na svahu Lovoše v Českém středohoří

- Český kras
- České středohoří
- Porta bohemica
- Litenčická pahorkatina
- Hustopečská pahorkatina
- Pavlovské vrchy
- Ždánický les
- Milovický les
- údolí Oslavy
- Čertoryje v Bílých Karpatech
- Hády a Údolí Říčky